# Hütten (Oberstaufen)
Hütten (mundartlich: Hitə, ov Hitə na) ist ein Gemeindeteil der Marktgemeinde Oberstaufen im bayerisch-schwäbischen Landkreis Oberallgäu.

## Geographie
Der Weiler liegt circa fünf Kilometer südwestlich des Hauptorts Oberstaufen im Weißachtal. Westlich der Ortschaft verläuft die deutsch-österreichische Staatsgrenze zu Sulzberg in Vorarlberg. Nördlich von Hütten verläuft die Weißach.

## Ortsname
Der Ortsname bedeutet bei der Hütte, bei den Hütten.

## Geschichte
Hütten wurde erstmals urkundlich im Jahr 1783 als Hütten erwähnt. 1808 wurden drei Hütten (kleinere Anwesen) gezählt, alle Besitzer hatten den Familiennamen Gruber. Hütten gehörte bis zur bayerischen Gebietsreform 1972 zur Gemeinde Aach im Allgäu.